# Pentila multiplagata
Pentila multiplagata är en fjärilsart som beskrevs av George Thomas Bethune-Baker 1908. Pentila multiplagata ingår i släktet Pentila och familjen juvelvingar. Inga underarter finns listade i Catalogue of Life.